# Hlorfenesin
Hlorfenesin (Maolate, Musil) je centralno delujući miorelaksant, koji se nekad koristio za tretiranje mišićnog bola i spazama. Hlorfenesin nije više u upotrebi za te svrhe u većini razvijenih zemalja, jer su dostupni znatno bezbedniji spasmolitici poput benzodiazepina. 
Drugi centralni efekti su sedacija, anksiolitičko dejstvo, i nesvestica. On takođe ima antifungalna i antibakterijska svojstva.

## Hemija
Hlorfenesin, 3-(4-hlorofenoksi)-1,2-propanediol, se može sintetisati slično metokarbamolu iz 3-(4-hlorofenoksi)-1,2-propanediola.

## Spoljašnje veze
|  | Molimo Vas, obratite pažnju na važno upozorenje u vezi sa temama iz oblasti medicine (zdravlja). |